# Max Irons
Maximilian Paul Diarmuid Irons dit Max Irons, né le 17 octobre 1985 dans le district de Camden à Londres en Angleterre, est un acteur et mannequin britannique.
Il est notamment connu pour ses rôles dans Le Chaperon rouge ((Red Riding Hood) aux côtés d'Amanda Seyfried et de Shiloh Fernandez, Les Âmes Vagabondes (The Host) aux côtés de Saoirse Ronan et Jake Abel ainsi que dans la série britannique historique The White Queen. Plus récemment il a interprété le rôle-titre dans la série américaine d'espionnage Condor.

## Biographie
Max Irons est né dans le district de Camden à Londres en Angleterre. Ses parents sont l'acteur Jeremy Irons, et l'actrice irlandaise Sinéad Cusack. Il est le petit-fils de l'acteur irlandais Cyril Cusack et de l'actrice Maureen Cusack (en),. Il a un frère plus âgé, qui est photographe, prénommé Samuel et un demi-frère, l'homme politique Richard Boyd Barrett (en).
Il a fait ses études à la Dragon School, à Oxford. Il est diplômé de la Guildhall School of Music and Drama en 2008. Avant de devenir acteur, il a travaillé comme barman.
Max a souffert de dyslexie durant toute sa scolarité et son père lui a déconseillé de se lancer dans une carrière d'acteur.

### Vie privée
De 2011 à 2012, il est en couple avec l'actrice Emily Browning. En décembre 2019, il épouse  Sophie Pera, directrice de la création du magazine britannique Tatler.

## Carrière

### Acteur
Il commence sa carrière d'acteur dans un rôle mineur dans le film Adorable Julia de István Szabo.
En 2009, il joue le rôle de Lucius dans Le Portrait de Dorian Gray, aux côtés de Ben Barnes.
C'est avec le rôle de Henry dans le film Le Chaperon rouge, sortie en 2011, qu'il se fait connaître du grand public.
En 2013, il tient le premier rôle masculin dans le film américain futuriste Les Âmes Vagabondes, inspiré du roman éponyme de Stephenie Meyer. La même année, il joue dans la mini-série britannique The White Queen dans laquelle il interprète le roi Édouard IV d'Angleterre.
En 2014, il apparaît dans le film The Riot Club, aux côtés de Sam Claflin, Douglas Booth et Natalie Dormer. L'année suivante, il joue dans le film dramatique britannico-américain La Femme au tableau.
En 2016, il joue le rôle de l'archéologue Howard Carter, dans la mini-série Tutankhamun.
Depuis 2018, il interprète le rôle-titre dans Condor, une série américaine basée sur le roman Les Six Jours du Condor (1974) de James Grady et sur son adaptation cinématographique Les Trois Jours du Condor (1975) réalisée par Sydney Pollack. Cette même année, il joue également dans deux épisodes de The Little Drummer Girl avec Florence Pugh et Alexander Skarsgard et ainsi que dans le film Terminal avec Margot Robbie, Simon Pegg et Dexter Fletcher.

### Mannequin
Max Irons a posé pour de célèbres marques comme Burberry et Mango. À partir de 2012, il devient l'égérie pour la collection INC de Macy pour l'automne/hiver 2012.
En 2015, il est nommé par le magazine GQ, l'un des 50 hommes britanniques les mieux habillés.

## Filmographie

### Cinéma

#### Longs métrages
- 2004 : Adorable Julia (Being Julia) de István Szabo : Curtain Call Boy
- 2009 : Le Portrait de Dorian Gray (Dorian Gray) de Oliver Parker : Lucius
- 2011 : Le Chaperon rouge (Red Riding Hood) de Catherine Hardwicke : Henry
- 2013 : Les Âmes Vagabondes (The Host) de Andrew Niccol : Jared Howe
- 2014 : The Riot Club de Lone Scherfig : Miles 'Milo' Richards
- 2015 : La Femme au tableau (Woman in Gold) de Simon Curtis : Fredrick « Fritz » Altmann
- 2017 : Holodomor, la grande famine ukrainienne (Bitter Harvest) de George Mendeluk : Yuri
- 2017 : The Wife de Björn Runge : David Castleman
- 2017 : La Maison biscornue (Crooked House) de Gilles Paquet-Brenner : Charles Hayward
- 2018 : Terminal de Vaughn Stein : Alfred

#### Court métrage
- 2009 : Unrequited Love de Jade Syed-Bokhari : Tom

### Télévision

#### Séries télévisées
- 2011 : The Runaway (en) : Tommy
- 2013 : The White Queen : Le Roi d'Angleterre Édouard IV
- 2016 : Tutankhamun : Howard Carter
- 2018 - présent : Condor : Joe Turner
- 2018 : The Little Drummer Girl : Al
- 2022 :  Les Origines du péché (Flower in the Attic : The Origins) (mini-série) : Malcolm Foxworth

## Voix françaises
| - Paolo Domingo dans : - Le Chaperon rouge - The White Queen (mini-série) - Donald Reignoux dans : - The Riot Club - Condor (série télévisée) - Anatole de Bodinat dans : - La Maison biscornue (téléfilm) - Les Origines du péché (mini-série) | Et aussi - Marc Lamigeon dans Les Âmes vagabondes - Théo Frilet dans The Wife - Bruno Mullenaerts (Belgique) dans Terminal |